# Erik Boye
Erik Boye (født 7. februar 1964) er en tidligere dansk, professionel fodboldspiller (målmand). Efter karrieren som aktiv spiller blev Erik Boye målmandstræner. Han er i dag (pr. 2017) tilknyttet Randers FC som målmandstræner.

## Spillerkarriere
Erik Boye fik sit gennembrud i dansk fodbold, da han skiftede til Vejle Boldklub fra FC Fredericia i 1993. Med Vejle Boldklub var han med til at rykke op i Superligaen, vinde sølvmedaljer i 1997 og deltage i UEFA Cuppen to gange.
I sæsonen 1997/1998 stod han så overbevisende, at kollegerne i landets to bedste rækker valgte ham som landets bedste klubmålmand. Med værdigheden fulgte Tipsbladets Det gyldne bur.
Erik Boye var ad flere omgange på tale til det danske A-landshold, men nåede aldrig at få den oplevelse med. Han afsluttede sin karriere i AGF.

## Trænerkarriere
I 2003 indledte Erik Boye sin trænerkarriere som målmandstræner i SønderjyskE. I fire sæsoner både i Superligaen og 1. division nåede Erik Boye at være spillende træner én gang, i en træningskamp. I 2007 valgte SønderjyskE ikke at forlænge med Erik Boye. I perioden i SønderjyskE arbejdede Erik Boye under tidligere cheftrænere som Søren Kusk, Morten Brunn, Ole Schwennesen og Carsten Broe.
I 2011 blev Erik Boye målmandstræner i Vejle Boldklubs 1. divisions hold. Han arbejde fra juli 2011 til januar 2013 under den tidligere cheftræner Nicolai Wael. Men i december 2012 blev alle funktionærer i Vejle Boldklub fyret, hvis de ikke rykkede op i Superligaen. I januar 2013 blev Nicolai Wael fyret med øjeblikkelig virkning og direktør Kim Brink overtog cheftræner-posten. Da klubben ikke rykkede op, blev Boye dermed fyret.
I maj måned 2013 offentliggjorde Randers FC, at de havde ansat Erik Boye som målmandstræner som afløser for Stephen Paddon.